# 陈家大屋 (遂昌县)
陈家大屋位于中国浙江省丽水市遂昌县妙高街道城区北街4弄12号，始建于明末，因清末易主陈姓故称，今为汤显祖纪念馆。
建筑坐东朝西，今中轴线上依次为门厅、正厅和堂楼三进，面阔均为三间，各进隔以砖墙，并以石库门相通，结构上除正厅明间为抬梁式外，其它均为穿斗式。门厅进深三柱七檩，南北连以横向厢房各三间，南厢院内设有水池和石桥。正厅进深七柱十一檩，采用减柱法，前檐以大额枋横贯三间，减去两根柱子，南北连以纵向小厅各三间，进深均四柱七檩。堂楼进深七柱九檩，南北各加一弄，外为纵向厢房，其中北侧厢房五间、南侧三间，进深均四柱五檩。